# Bushey (stacja kolejowa)
Bushey – stacja kolejowa w hrabstwie Hertfordshire w południowej Anglii, w granicach administracyjnych gminy Watford. Swoją nazwę czerpie od miasteczka Bushey, jednak w rzeczywistości położona jest w sąsiedniej miejscowości o nazwie Oxhey, którą od Bushey dzieli około półtora kilometra. Przewoźnikiem zarządzającym stacją jest London Overground, obsługujący ją jako część Watford DC Line. Ponadto zatrzymują się na niej pociągi firmy London Midland. W roku statystycznym 2021/2022 ze stacji skorzystało ok. 825 582 pasażerów.